# ستيفانو بينهو
ستيفانو بينهو (12 يناير 1991 في البرازيل - ) هو لاعب كرة قدم برازيلي في مركز الهجوم . لعب مع أورلاندو سيتي وميبا ونادي فلومينينسي ونادي الوشم السعودي Miami FC ‏ وGuaratinguetá Futebol ‏ وMinnesota United FC (2010–2016) ‏ وFort Lauderdale Strikers (2006–2016) ‏.

## وصلات خارجية
- ستيفانو بينهو على موقع الدوري الأمريكي (الإنجليزية)
- ستيفانو بينهو على موقع قاعدة بيانات كرة القدم.إي يو (الإنجليزية)
- ستيفانو بينهو على موقع Soccerbase.com (لاعب) (الإنجليزية)
- ستيفانو بينهو على موقع Soccerway.com (الإنجليزية)
- ستيفانو بينهو على موقع عالم كرة القدم.نت (الإنجليزية)